# Bazylika Najświętszej Marii Panny od Aniołów w Asyżu
Bazylika Najświętszej Marii Panny od Aniołów (lub bazylika Matki Bożej Anielskiej; wł. Basilica Santa Maria degli Angeli) – bazylika zbudowana w pobliżu Asyżu na polecenie papieża Piusa V w latach 1569–1679. W 1909 roku kościół został podniesiony do rangi bazyliki patriarchalnej przez papieża Piusa X.

## Bazylika jako ochronaPorcjunkuli
Zbudowany kościół powstał dla ochrony pierwszego miejsca związanego z działalnością św. Franciszka, który swoje zadanie „odnowy domu bożego” potraktował w sposób dosłowny i rozpoczął odbudowę zniszczonego małego, jednonawowego kościółka z apsydą. W 1211 r. św. Franciszek wraz ze swoimi uczniami przeniósł się w okolice kościoła z Rivotorto. 22 kwietnia 1212 r. benedyktyni podarowali go na własność nowemu zgromadzeniu. Z Porcjunkulą związane jest także powstanie zakonu klarysek (w tym miejscu, w marcu 1211 r. św. Klara złożyła śluby zakonne).
Zewnętrzne ściany Porcjunkuli pokrywają freski odnowione przez Federico Overboka w 1830 r., kolejna prace konserwatorskie przeprowadzono w 1998. Wewnątrz, nad ołtarzem znajduje się poliptyk namalowany przez księdza Hilarego z Viterbo w 1393 r. Przedstawia on św. Franciszka proszącego na kolanach Jezusa Chrystusa i Matką Bożą o przywrócenie przywileju odpustu. Nad Porcjunkulą góruje kopuła doświetlająca wnętrze oknami w umieszczonej nad nią latarni.
Za ołtarzem bazyliki znajduje się krypta z terakotowym poliptykiem Andrea della Robba. W krypcie zachowane są fragmenty budynku wzniesionego przez mieszkańców Asyżu dla zakonników.

## Architektura świątyni

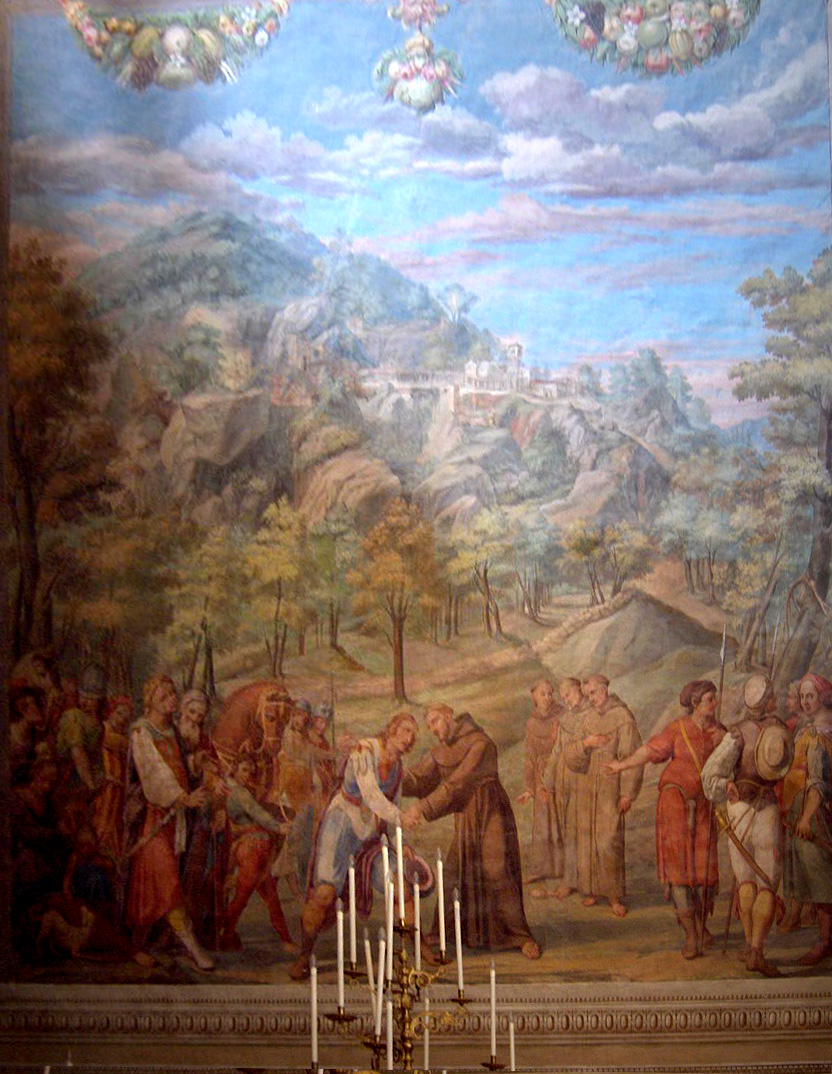
Obraz wewnątrz Bazyliki, ukazujący jak św. Franciszek przyjmuje mężczyzn i kobiety do Trzeciego Zakonu

Trójnawowa budowla o długości 126, szerokości 65 m i wysokości 75 m do poziomu kopuły, została tak zaprojektowana przez Galeazzo Alessi z Perugii, aby na przecięciu się nawy środkowej i transeptu znalazł się niewielki kościółek pochodzący z X wieku nazywany Porcjunkula (Cząsteczka). Swój obecny wygląd fasada bazyliki zawdzięcza pracom podjętym pod koniec XVIII wieku oraz w czasach późniejszych.
W 1832 r., po trzęsieniu ziemi fasadę odbudowano w stylu klasycystycznym zgodnie z projektem Polettiego, przebudowano ją kolejnych uszkodzeniach spowodowanych trzęsieniem z 1923 r. według projektu Cezarego Bazzani. Prace przeprowadzono w latach 1924–1930. Pod koniec prowadzonych prac umieszczono na szczycie fasady figurkę Matki Boskiej Anielskiej z pozłacanego brązu.

## Kaplica śmierci św. Franciszka
Za Porcjunkulą, po jej prawej stronie, we wnętrzu bazyliki pozostawiono jeden z kilku domków zbudowanych przez franciszkanów wokół kościółka Porcjunkuli. Jest to Kaplica śmierci św. Franciszka – Transito (Przejścia). Na jej zewnętrznej ścianie namalowany jest obraz przedstawiający jego śmierć.
Ściany wewnętrzne zdobią freski przedstawiające pierwszych jego uczniów, fresk pochodzi z początku XVI wieku, został namalowany przez Spagnę. Transito to dawniejsza infirmeria, w której św. Franciszek zmarł w dniu 3 października 1226 r. W ołtarzu umieszczona jest figura św. Franciszka wyrzeźbiona przez Andrea della Robba ok. 1490 r.

## Ogród róż
Ogród Różany przy bazylice – rosną w nim krzewy róż pozbawione kolców. Zgodnie z życiorysem świętego, są to róże rosnące już za jego życia w pobliżu zajmowanej przez niego celi. Franciszek nie chcąc ulec pokusie odejścia od obranego sposobu życia rzucił się w nie. W tym momencie róże straciły kolce i tak rosną do dzisiaj.
W ogrodzie znajduje się Kaplica Róż ozdobiona freskami Tyberiusza z Asyżu w latach 1506–1515. Ogród różany można obejrzeć przez oddzielającą go szybę od krużganku przy ścianie zewnętrznej bazyliki. Z początków XIII wieku pochodzi także Kaplica Płaczu z ceramicznym ołtarzem przedstawiającym św. Franciszka płaczącego nad Męką Pańską.